# Grand L. Bush
Pour les articles homonymes, voir Bush.
Grand L. Bush est un acteur américain né le 24 décembre 1955 à Los Angeles, Californie (États-Unis).

## Biographie
Bush est né à Los Angeles, en Californie, il est le fils de Robert et Essie Bush, qui était une actrice. Bush a étudié le cinéma et le théâtre au Los Angeles City College Académie de Théâtre de l'Université de Californie du Sud et à l'académie Strasberg à Hollywood. 
Bush épouse en 1994 la présentatrice de la télévision Sharon Dahlonega Bush (en)
Il s'est fait connaître en jouant dans des films d'action cultes des années 80 tels que L'Arme fatale et L'Arme fatale 2, Piège de cristal, Permis de tuer, Colors et Demolition Man . Il joue le rôle du boxeur Balrog dans Street Fighter - L'ultime combat.
Il a abandonné le métier d'acteur en 2002 après 25 ans de carrière.

## Filmographie
- 1979 : Hair de Miloš Forman : Flesh Failures
- 1979 : Act of Violence (it) (TV) : Stoneblood
- 1980 : La Plantation ("Beulah Land") (feuilleton TV) : Nathaniel
- 1980 : Faut s'faire la malle (Stir Crazy) de Sidney Poitier : Big Mean's Sidekick
- 1980 : The Night the City Screamed (TV) : Herbert Lee
- 1982 : The Ambush Murders (TV) : Elton Wardell
- 1982 : Vice Squad de Gary Sherman : Black Pimp
- 1982 : Les Croque-morts en folie (Night Shift) de Ron Howard : Mustafa
- 1982 : The Renegades (TV)
- 1982 : Les Jeunes adultes (en) (Hard Feelings) de Daryl Duke : Latham Lockhart
- 1984 : Weekend Pass de Lawrence Bassoff : Bertram
- 1984 : My Mother's Secret Life (TV) : Rayfield Williams
- 1984 : Les Rues de feu (Streets of Fire) de Walter Hill : Reggie, The Sorels
- 1985 : Comment claquer un million de dollars par jour? (Brewster's Millions) de Walter Hill : Rudy
- 1985 : Generation (TV) : Catt
- 1986 : Outlaws (en) (TV)
- 1987 : Hard Copy (série TV)
- 1987 : L'Arme fatale (Lethal Weapon) de Richard Donner : Boyette
- 1987 : Hollywood Shuffle (en) de Robert Townsend : Mandingo / Ricky Taylor / Hood #5
- 1988 : Colors de Dennis Hopper : Larry Sylvester
- 1988 : Piège de cristal (Die Hard) de John McTiernan : FBI Agent Johnson
- 1989 : Finish Line (TV) : Coach Mike Gray
- 1989 : Out on the Edge (TV) : Quinn
- 1989 : Permis de tuer (Licence to Kill) de John Glen : Hawkins
- 1989 : L'Arme fatale 2 (Lethal Weapon 2) de Richard Donner : Jerry Collins
- 1990 : Secret Agent OO Soul de Julius LeFlore : Ben Douglas
- 1990 : Une trop belle cible (Catchfire) de Dennis Hopper : Bank teller
- 1990 : Bad Influence de Curtis Hanson : Club Bartender
- 1990 : Le Premier Pouvoir (The First Power) de Robert Resnikoff : Reservoir Worker
- 1990 : L'Exorciste: la suite (The Exorcist III) de William Peter Blatty : Sgt. Atkins
- 1990 : Blind Vengeance (TV)
- 1990 : Angel of Death (TV)
- 1990 : When You Remember Me (en) (TV) : Scott
- 1991 : Wedlock de Lewis Teague : Jasper
- 1992 : Freejack de Geoff Murphy : Boone
- 1993 : Maniac Cop 3: Badge of Silence de William Lustig : Willie
- 1993 : Demolition Man de Marco Brambilla : Zachary Lamb - Young
- 1994 : Chasers de Dennis Hopper : Vance Dooly
- 1994 : Forrest Gump de Robert Zemeckis : Chef des Black Panther
- 1994 : Street Fighter - L'ultime combat (Street Fighter) de Steven E. de Souza : Balrog
- 1997 : Favorite Son : Rev. Ross
- 1997 : Turbulences à 30000 pieds (Turbulence) de Robert Butler : Marshal Al Arquette
- 1997 : Le Visiteur ("The Visitor") (série TV) : Agent Douglas Wilcox
- 2000 : Building Bridges de Jimmy Bridges et Todd Bridges : Jim / Dad
- 2001 : Shark Hunter de Matt Codd : Rob Harrington
- 2001 : Extreme Honor de Steven Rush : Brady
- 2002 : New Alcatraz de Phillip J. Roth : Sergeant Quinn